# Hovea stricta
Hovea stricta är en ärtväxtart som beskrevs av Meissner. Hovea stricta ingår i släktet Hovea och familjen ärtväxter. Inga underarter finns listade i Catalogue of Life.